# Jaume Rovira (Dichter)
Jaume Rovira (auch Jacme Rovira, wirkte um 1386) war ein katalanischer Dichter und Troubador des 14. Jahrhunderts, der in okzitanischer Sprache schrieb.

## Leben und Werk
Jaume Rovira nahm am 3. Mai 1386 an einer poetischen Debatte mit seinem Dichterkollegen Bernat de Palaol teil, die das Consistori del Sable Gay de Toulouse, das Schiedsgericht des Dichterwettbewerbs Jocs Florals von Toulouse, den beiden Dichterkomponisten aufgegeben hatte: „Wenn ein Edelmann eine Dame liebt, die seine Liebe nicht erwidert, während eine andere Dame von gleichem Verdienst den Edelmann selbst liebt, er aber der Dame gleichgültig gegenübersteht, wessen Diener soll der Edelmann im Sinne der Minneliebe sein?“ Bernat de Palaol verteidigt den Minnedienst für die zweitgenannte Dame, während Jaume den Dienst für und an der erstgenannten Dame für richtig hält. Die Richter erklärten, im Sinne der Minneliebe müsse sich ein Edelmann immer hinter die Frau stellen, die er liebe. Das Gericht bestätigte also die Position Jaume Roviras.
Jaume Rovira schrieb ein Lied, das mit den Worten Mon de fis pretz fama granda begann.